# Artemisia abaensis
Artemisia abaensis — вид квіткових рослин з родини айстрових (Asteraceae). Поширення: Китай (південно-західний Ганьсу, західний Сичуань, східний Цінхай). Населяє береги озер, долини, узбіччя доріг; середні та високі височини.

## Біоморфологічна характеристика
Це багаторічна трав'яниста рослина заввишки 100 см або більше, сіро та жовтувато ворсинчаста й повстяна. Середнє стеблове листя: черешок 3–5 мм; листова пластинка довгасто-яйцеподібна або еліптична, 6–8 × 3.5–4.5 см, рідко павутинисто запушена та залозисто-крапкова зверху, густо-сіро павутинисто повстяна, 2-перисто-розсічена; сегменти (4 або) 5 або 6 пар, еліптичні; часточки 2 або 3 пари або глибоко пилчасті; дистальні часточки довші, 5–12 × 2–4 мм; рахіс вузькокрилий. Верхнє листя 1- або 2-перисто-роздільне; листоподібні приквітки перисто-роздільні, 3-роздільні або цілокраї. Квіткові голови в широких, сильно розгалужених волотях, довгасті або довгасто-яйцеподібні, 1.5–2 мм у діаметрі. Філарії рідко павутинисто запушені. Крайових жіночих квіточок 2–5. Дискових квіточок 4–8, двостатеві. Сім'янка оберненояйцеподібна. Цвітіння та плодіння: серпень — жовтень.